# Manuel Ferreira (futebolista)
Manuel Ferreira (22 de outubro de 1905 - 29 de julho de 1983) foi um futebolista argentino vice-campeão pela Seleção Argentina na Copa do Mundo de 1930, realizada no Uruguai.